# Rauma
Rauma je město a obec v provincii Satakunta ve Finsku. V roce 2014 měla 39 900 obyvatel. Nachází se na západním pobřeží Finska ve vzdálenosti 92 km severně od Turku a 50 km jižně od Pori. Městská práva obdrželo v roce 1442. Je sídlem papírenského a námořního průmyslu a je známé kvalitními krajkami a starými dřevěnými stavbami v centru, které jsou chráněny UNESCO.

## Rodáci
- Timo Soini (* 1962), politik
- Mika Kojonkoski (* 1963), lyžař a trenér
- Aino Havukainen (* 1968), ilustrátorka a autorka knih pro děti
- Toni Porkka (* 1970), lední hokejista
- Kimmo Rintanen (* 1973), lední hokejista
- Petri Vehanen (* 1977), lední hokejista
- Tuomas Tarkki (* 1980), lední hokejista
- Iiro Tarkki (* 1985), lední hokejista
- Atte Engren (* 1988), lední hokejista
- Eero Elo (* 1990), lední hokejista